# Letinja
Letinja (mađ.: Letenye) je grad u zapadnoj Mađarskoj, u Zaladskoj županiji. 

## Zemljopis
Letinja se nalazi u zapadnom dijelu Mađarske na granici s Hrvatskom od koje je odvaja prirodna granica rijeka Mura. Susjedno hrvatsko naselje je Goričan. 
Od glavnoga grada Budimpešte udaljena je 237 kilometara prema jugozapadu. S Budimpeštom je povezana dobrim prometnim vezama, magistralnom željezničkom prugom preko Stolnog Biograda, te autocestom M7.
Od glavnog grada Hrvatske Zagreba udaljena je 116 km cestovnim pravcem, dok je Čakovca udaljena 33 km.

## Stanovništvo
Prema podacima o broju stanovnika iz 2009. godine u gradu živi 4.260 stanovnika. Manjinsku samoupravu imaju Hrvati, Nijemci i Romi. Prema službenome popisu stanovništva iz 2001. godine grad je imao 4.622 stanovnika sljedećeg etničkog sastava:
- Mađari 94,7%
- Romi 2,7%;
- Hrvati 2%;
- ostali i nepoznato : 4,7%

Prema vjeroispovijesti većinsko stanovništvo su rimokatolici koji čine 87,2% stanovništva.

## Znamenitosti
- Szapáry - Andrássy kastély
- Javorolisna platana (Platanus acerifolia) - Résztvevő az Európai Év Fája 2011-ben[4]

## Gradovi prijatelji
- Prelog, Hrvatska
- Conselice, Italija
- Prinzersdorf, Austrija

## Vanjske poveznice
- (mađ.) Službene stranice

- Letinja − središte grada
- A Szapáry-kastély légi felvétele (2007)
- Letenyei Városi Könyvtár
- Szapáry - Andrássy kastély
- 500 éves platenya Letenyén